# Ziba

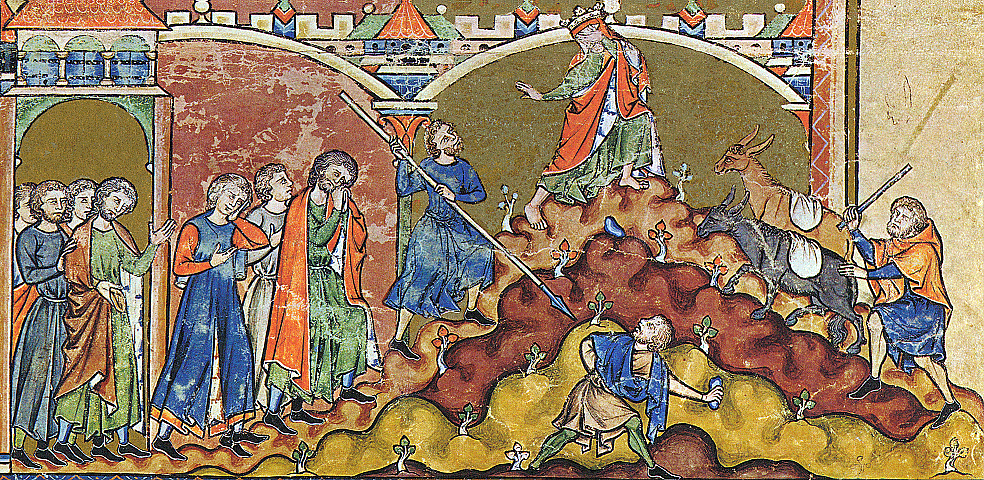
David empreende uma fuga de Jerusalém em decorrência da conspiração tramada por Absalão

Ziba (em hebraicoצִיבָא ׃֙; em grego: Σειβα) foi um servo do rei Saul mencionado no registro bíblico apenas durante o reinado de Davi.
Quando Davi fugiu de Jerusalém por causa de Absalão, Mefibosete – de acordo com Ziba – decidiu ficar em Jerusalém para que ele pudesse estar pronto para assumir o trono. No retorno triunfal de Davi, Mefibosete saiu para recebê-lo e cumprimentá-lo. Quando Davi o questionou sobre sua razão de ter ficado para trás, Mefibosete jogou a culpa em Ziba, e como evidência de sua própria sinceridade apontou seu estado desleixado. O rei ficou evidentemente perplexo com as histórias conflitantes; e ele decidiu que a propriedade de Saul deveria ser dividida igualmente entre os personagens questionáveis.